# Myron (Salböl)

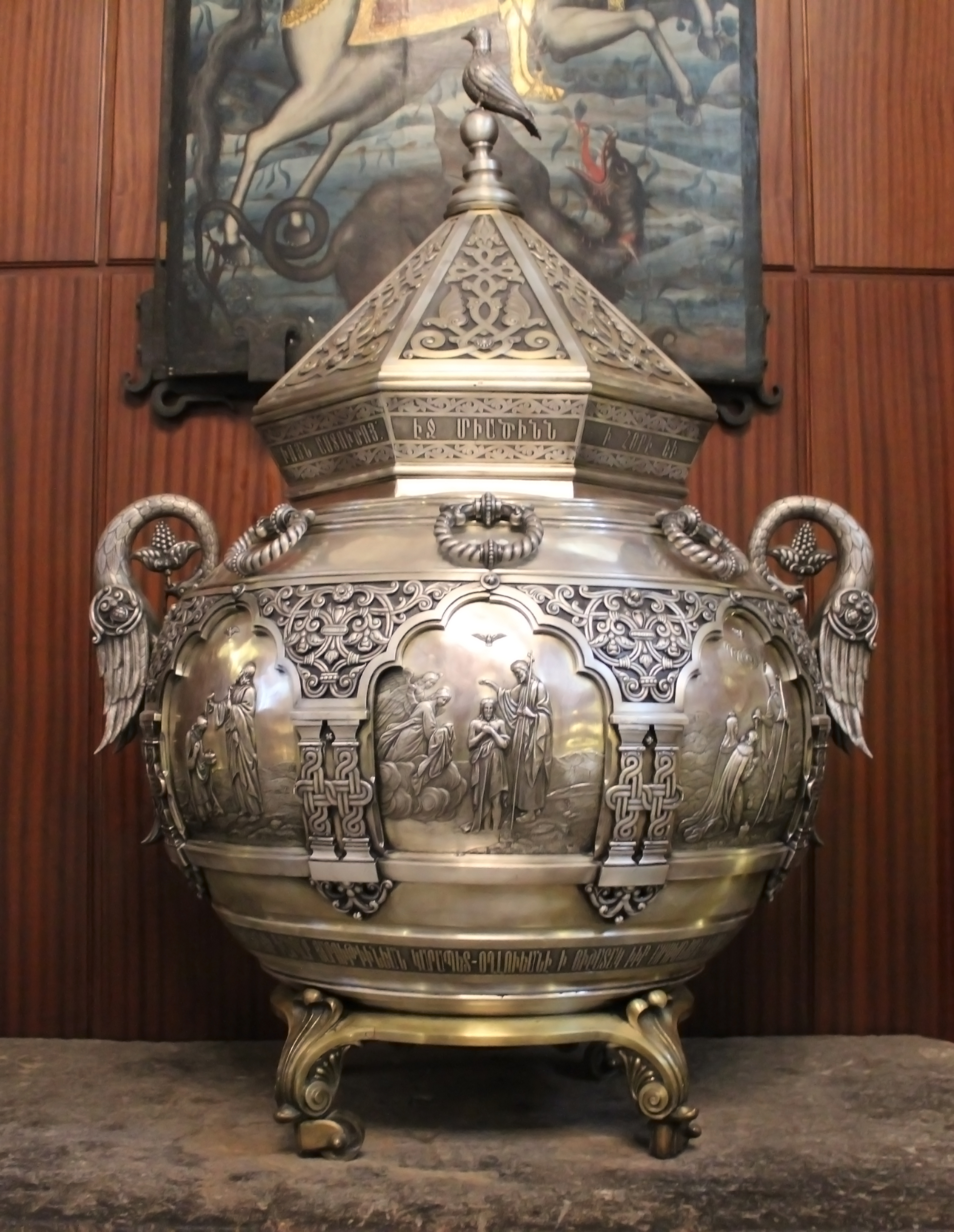
Myronkessel des armenischen Katholikats Etschmiadsin; 1895

Myron (von altgriechisch μύρον „duftendes Öl“) ist – wie auch sein Analogon in der Westkirche, der Chrisam – ein mit duftenden Spezereien angereichertes Olivenöl. Es wird in den orthodoxen, den orientalisch-orthodoxen (mit Ausnahme der assyrischen) sowie den katholischen Ostkirchen als höchstrangiges liturgisches Salböl benutzt.

## Verwendung

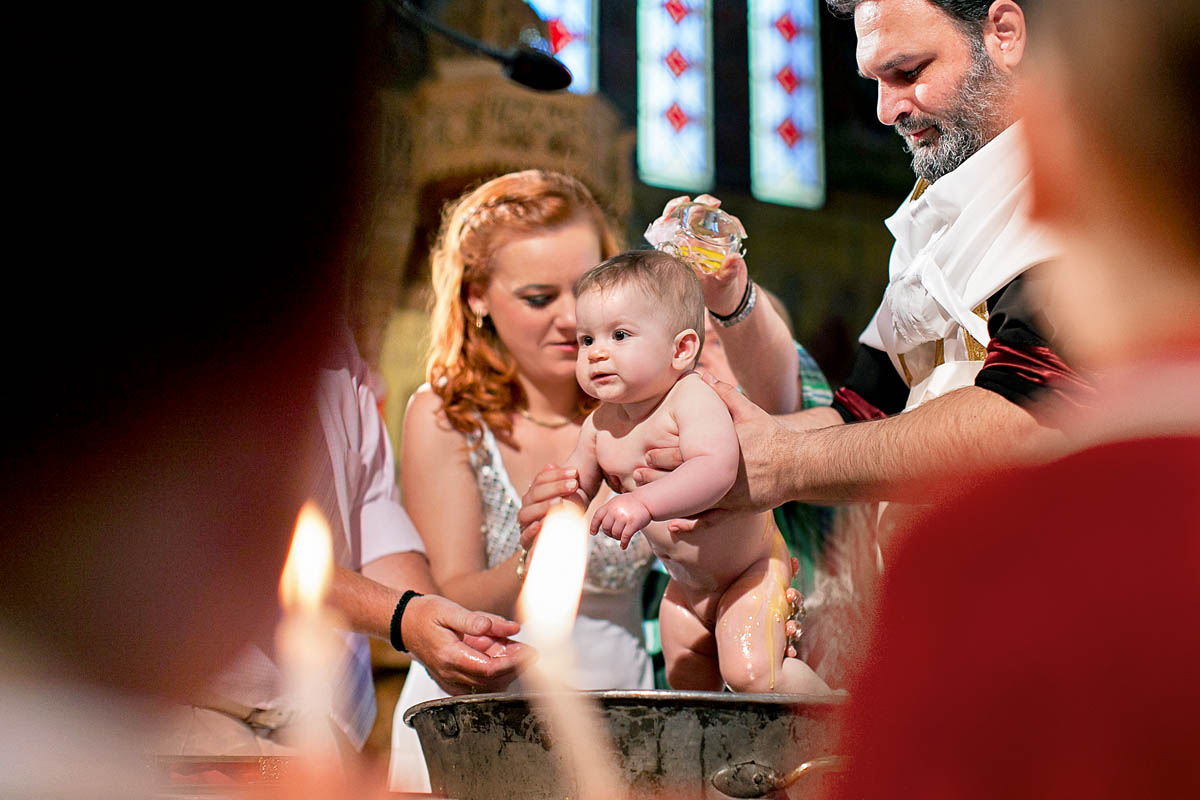
Byzantinische Chrismation (Firmung) nach der Taufe (2013)

Myron wird bei verschiedenen sakramentalen Handlungen verwendet, vor allem bei der Firmung („Chrismation“) nach der Taufe und bei der Altarweihe, in spätbyzantinischer Zeit auch bei der Kaiserkrönung und davon abgeleitet bei der Salbung eines russischen Zaren.
Die Anzahl der dem Olivenöl beigemischten Duftstoffe steigt in der Geschichte an: Noch Moses Bar-Kepha (9. Jh.) erwähnt nur Oliven- und Balsam-Öl, Gregorius Bar-Hebraeus (13. Jh.) erhöht die Zahl gemäß Ex 30, 23-31. Die Ordnung des Ökumenischen Patriarchats kennt an die 60 beizugebende Spezereien.

## Myronweihe
Ursprünglich bereitete man es alljährlich am Gründonnerstag, in der Neuzeit, wegen der aufwendigen Herstellung mit zum Teil seltenen Spezereien, in vieljährigem Abstand. Das Myron wird anfangs vom Ortsbischof, in späterer Zeit vom Oberhaupt der einzelnen autokephalen Kirchen (in der Regel ein Patriarch, Metropolit oder Erzbischof), assistiert von weiteren Bischöfen, im Laufe feierlicher Handlungen zubereitet und, gewöhnlich am Gründonnerstag, im Gottesdienst unter Anrufung des Heiligen Geistes geweiht. Das heilige Myron wird sodann den verschiedenen Pfarreien und Klöstern zugeteilt.
Die Weihe des Myrons ist seit langem den Patriarchen (bei den Armeniern den Katholikoi) vorbehalten. Sie gilt als Vorrecht autokephaler Kirchen, soweit ihnen vom (Mutter-)Patriarchat zugestanden. Anders als die Russische Orthodoxe Kirche bezieht die „Kirche von Griechenland“ das heilige Myron weiterhin vom Ökumenischen Patriarchat in Konstantinopel, um ihre historische Verbindung mit diesem altehrwürdigen Patriarchat zu bezeugen. Gleiches wurde bei Erlangung der Autokephalie vorgeschrieben für die Polnisch-Orthodoxe Kirche sowie die Orthodoxe Kirche der Tschechischen Länder und der Slowakei und ist für die Orthodoxe Kirche der Ukraine vereinbart. Ähnlich hält es in neuerer Zeit die seit der Antike autokephale Kirche von Zypern. Die Orthodox Church in America (OCA) hingegen verdeutlicht ihre beanspruchte Autokephalie durch eigene Weihen des Myrons.

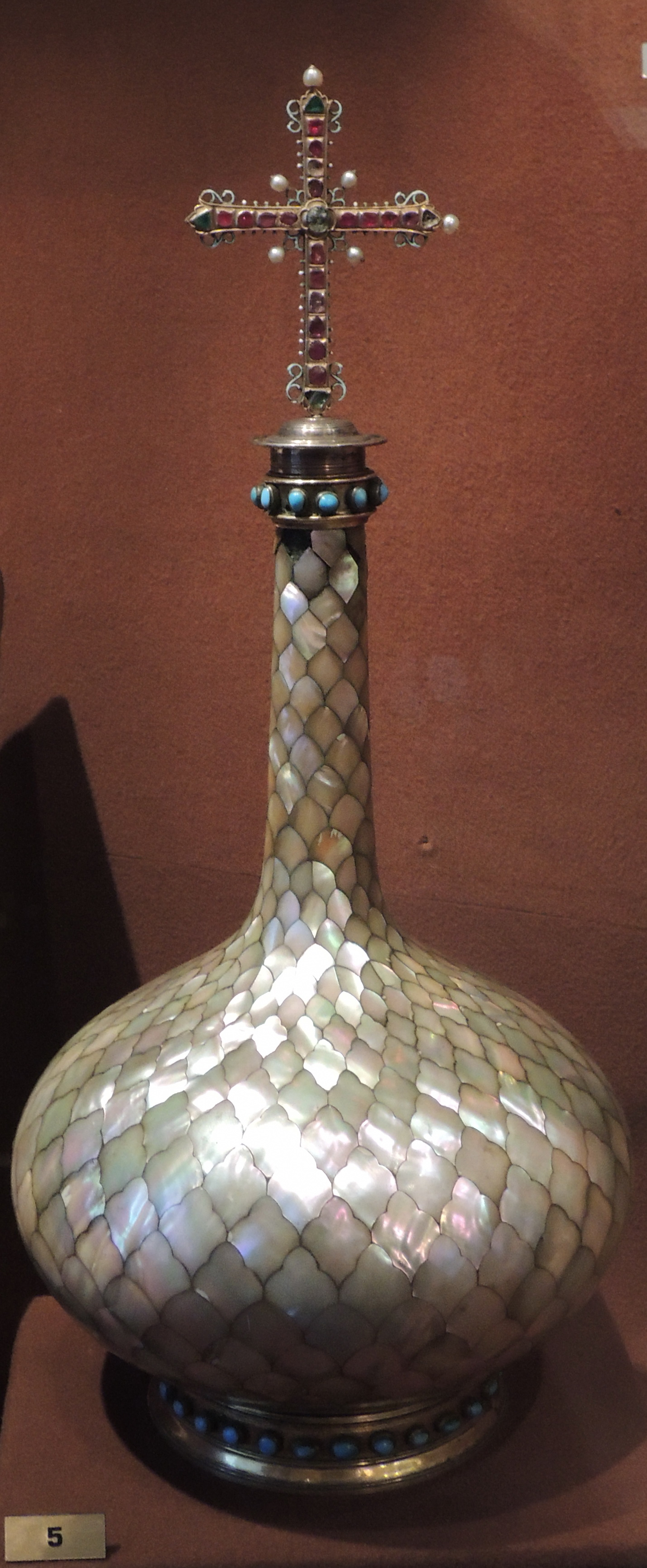
Alabastron mit Myron im Patriarchat des Moskauer Kremls

In den orthodoxen Kirchen wird das aus Glas oder Metall bestehende Gefäß, welches das Myron enthält, als Alabastron bezeichnet. Der Name leitet sich von einem in der Antike wie auch noch in frühchristlicher Zeit gebrauchten schlanken Fläschchen ohne Fuß und Henkel ab.